# Biblis thadana
Biblis thadana är en fjärilsart som beskrevs av Jean Baptiste Godart 1819. Biblis thadana ingår i släktet Biblis och familjen praktfjärilar. Inga underarter finns listade i Catalogue of Life.